# Racova, Vaslui
Racova este un sat în comuna Gârceni din județul Vaslui, Moldova, România. Se află în partea de nord-vest a județului, în Colinele Tutovei.
În acest sat s-a născut cel care a schimbat numele familiei boierești Cehan în Racoviță, pentru că aici a apucat-o pe mama sa durerile facerii, în "fundul Racovei". Cei mai faimoși Racoviță sunt domnitorul moldovean Mihail Racoviță și exploratorul Emil Racoviță.